# Julio Romero de Torres

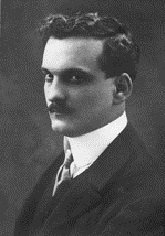
Romero de Torres

Julio Romero de Torres (Córdoba, 9 november 1874 - aldaar, 10 mei 1930) was een Spaans kunstschilder. Aanvankelijk werkte hij in een door het impressionisme beïnvloedde stijl, maar hij maakte vooral naam met zijn latere realistisch-symbolistische werken.

## Leven en werk

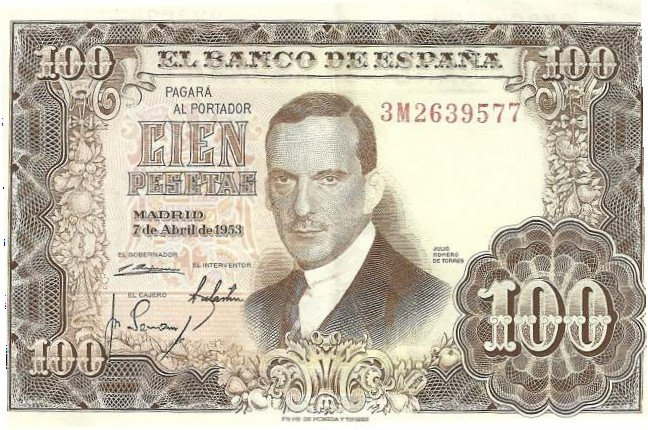
In de jaren vijftig sierde Torres' portret het Spaanse 100-peseta biljet.

Romero de Torres was de zoon van kunstschilder en museumdirecteur Cordouan Rafael Romero Barros (1832-1895). Hij kreeg les van zijn vader en ging later naar de kunsthogeschool van Córdoba. In zijn beginperiode werd zijn werk sterk beïnvloed door het impressionisme. In 1906 maakte hij een reis door Europa en bezocht Italië, Frankrijk, Engeland en Nederland. Hij bestudeerde oude meesters, maar werd vooral ook beïnvloed door de stroming van het symbolisme, welke toen haar hoogtijdagen beleefde. Het zorgde voor een omslag in zijn stijlopvatting, welke uiteindelijk culmineerde in een uiterst herkenbare sterk realistische werkwijze met sterk symbolistische elementen. Hij leverde meermaals illustraties voor de in Spanje al meer dan een eeuw erg populaire almanak Calendario Union Española de Explosivos (UEE).
Romero de Torres schilderde vooral in zijn realistische periode veel Bijbelse vrouwen, naakten, flamenco-dansers en klassieke genretaferelen. Een terugkerend thema was de dood. Hij behoorde tot de meest succesvolle Spaanse kunstschilders van zijn generatie en verkeerde in vooraanstaande kunstenaarskringen. Later werd hij met name ook erg populair in Argentinië, na een succesvolle expositie in Buenos Aires in 1922.
Tijdens de Eerste Wereldoorlog diende Romero de Torres aan de zijde van de geallieerden als piloot. Hij woonde en werkte een groot deel van zijn leven in Madrid maar overleed in 1930 in zijn geboortestad Córdoba aan de gevolgen van hepatitis.
Veel van Romero de Torres' schilderijen bevinden zich in het aan hem gewijde museum Museo Julio Romero de Torres in Córdoba. Diverse van zijn belangrijkste schilderijen bevinden zich ook in de collecties van het Museo Thyssen-Bornemisza te Madrid en het Museo Carmen Thyssen Málaga.
Romero de Torres was de leermeester van Francisco Ribera Gomez en had grote invloed op de Belgische kunstschilder Paul Delvaux, die een uitgesproken bewonderaar was van zijn werk.

## Galerij

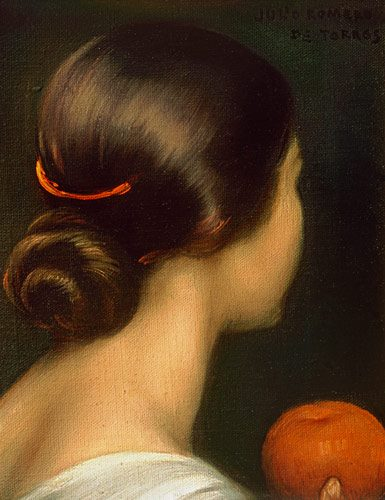
Viva el pelo
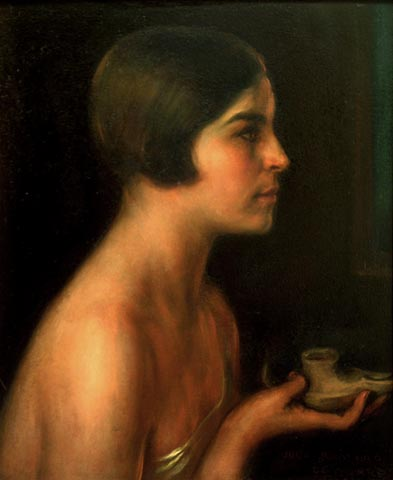
La niña del candil
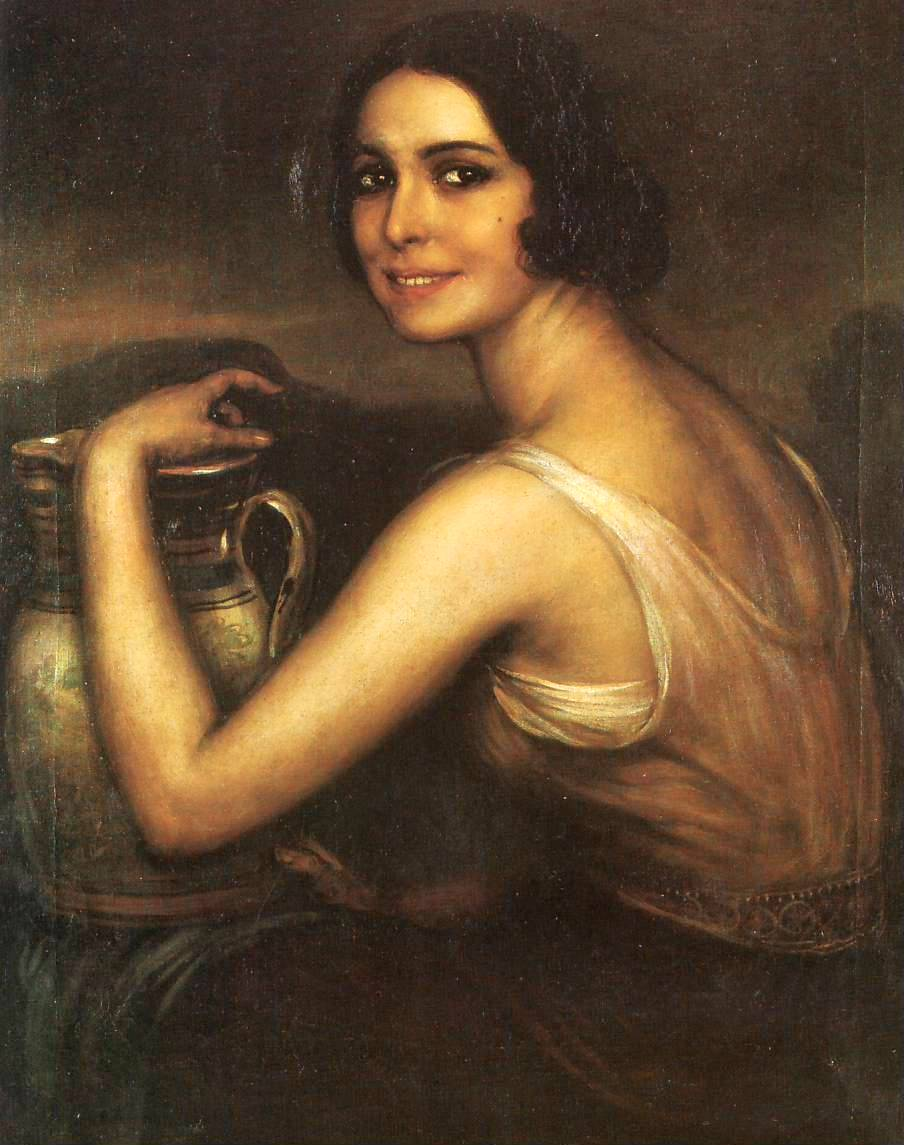
Gitana con jarron grande
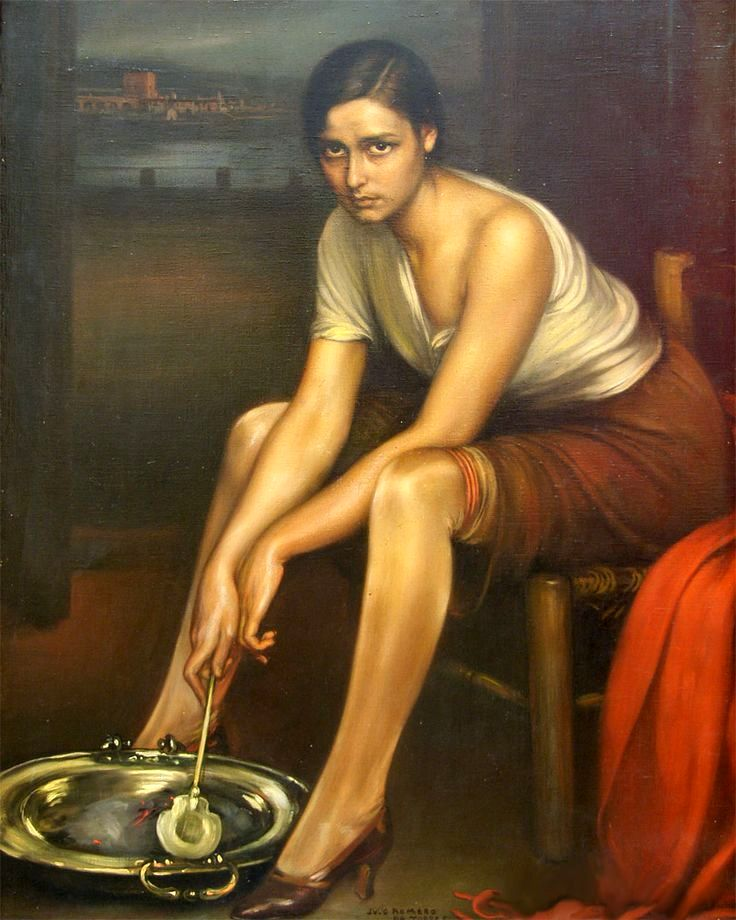
La chiquita piconera
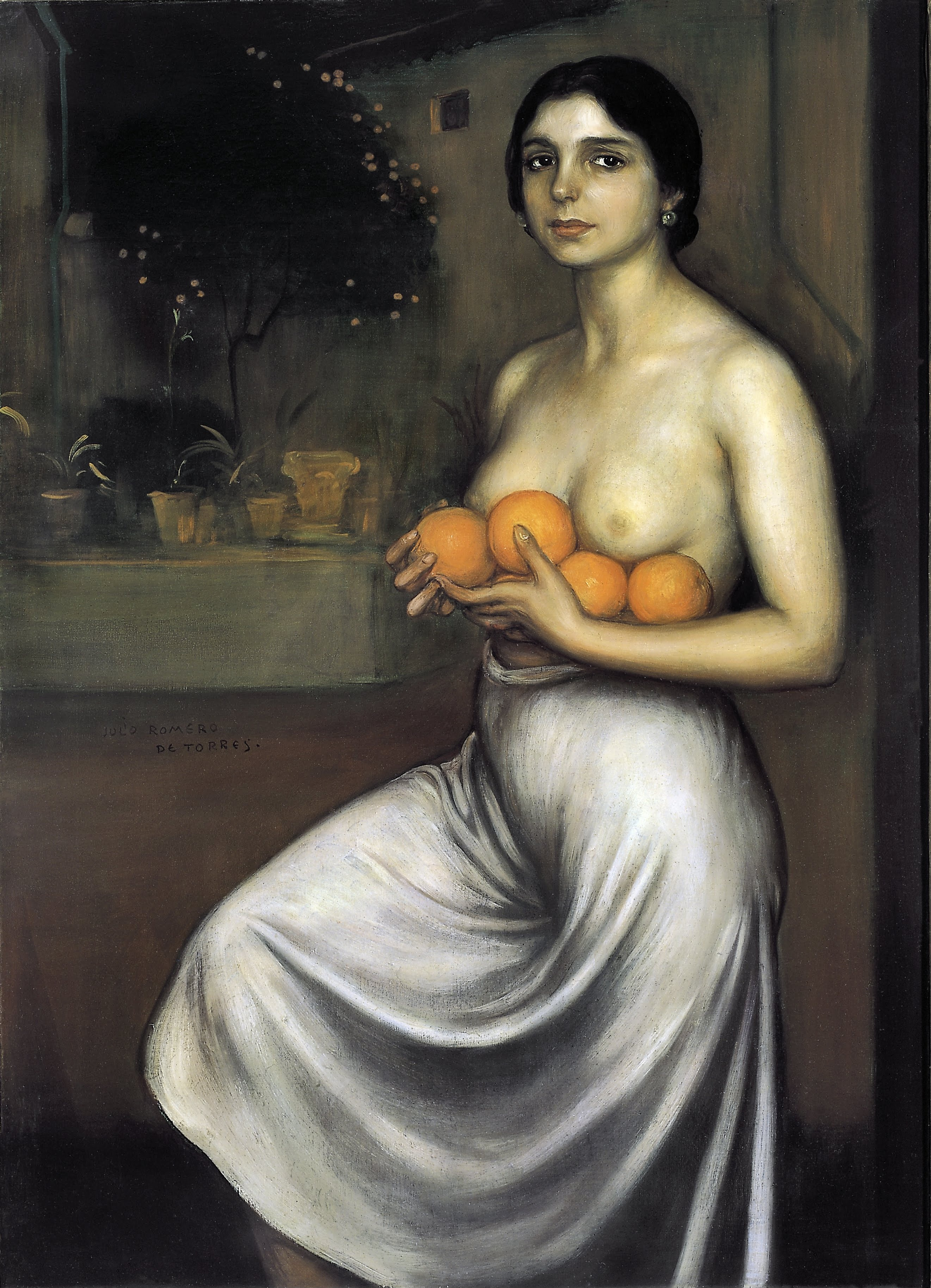
Naranjas y limones
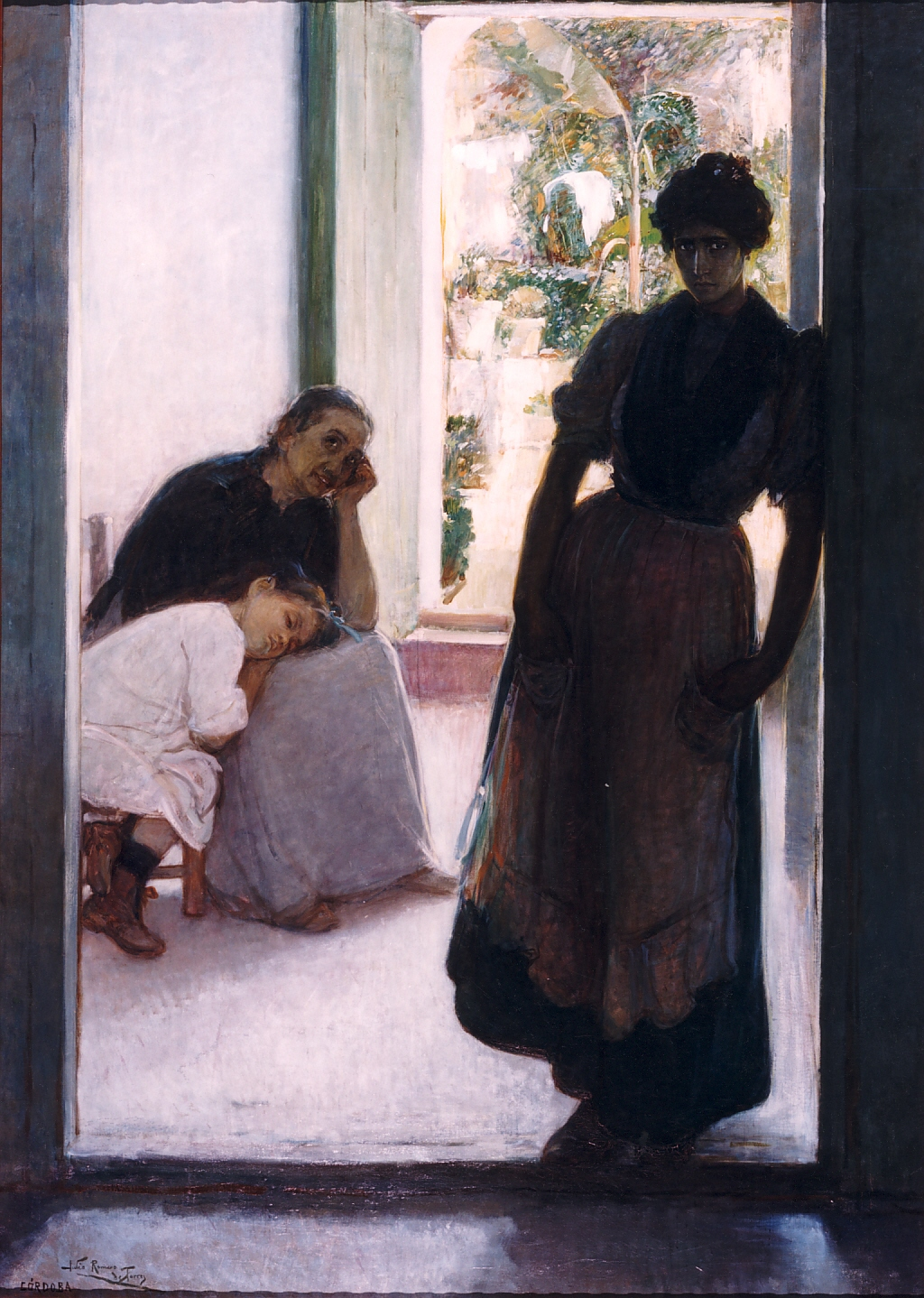
Mal de amores
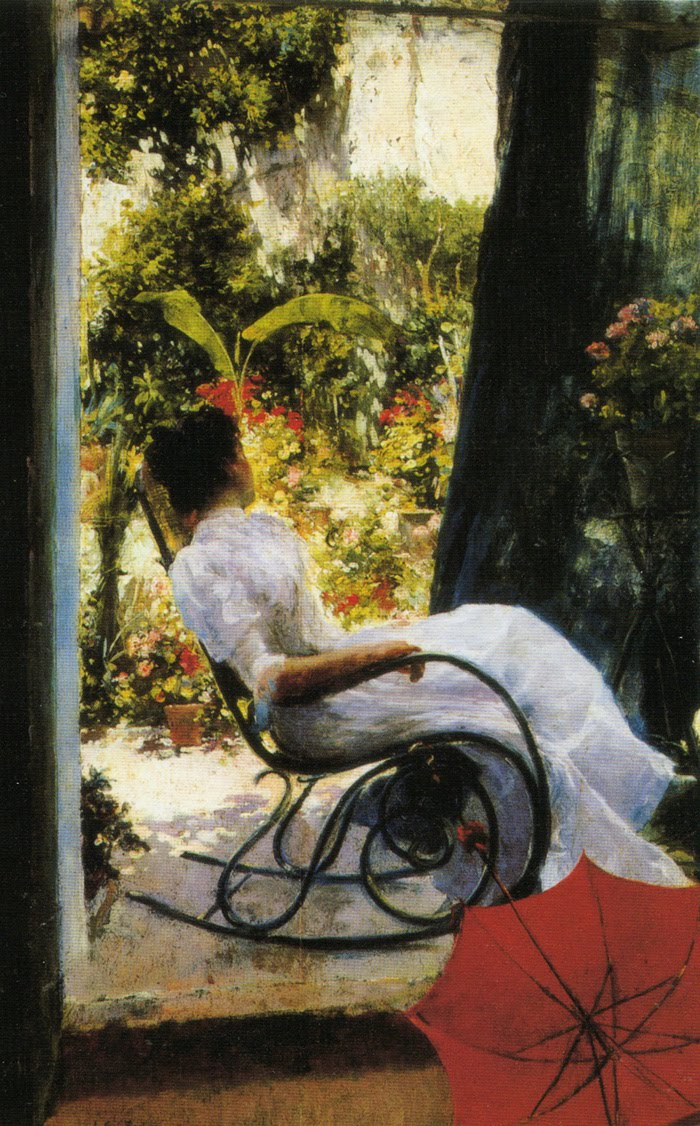
La siësta
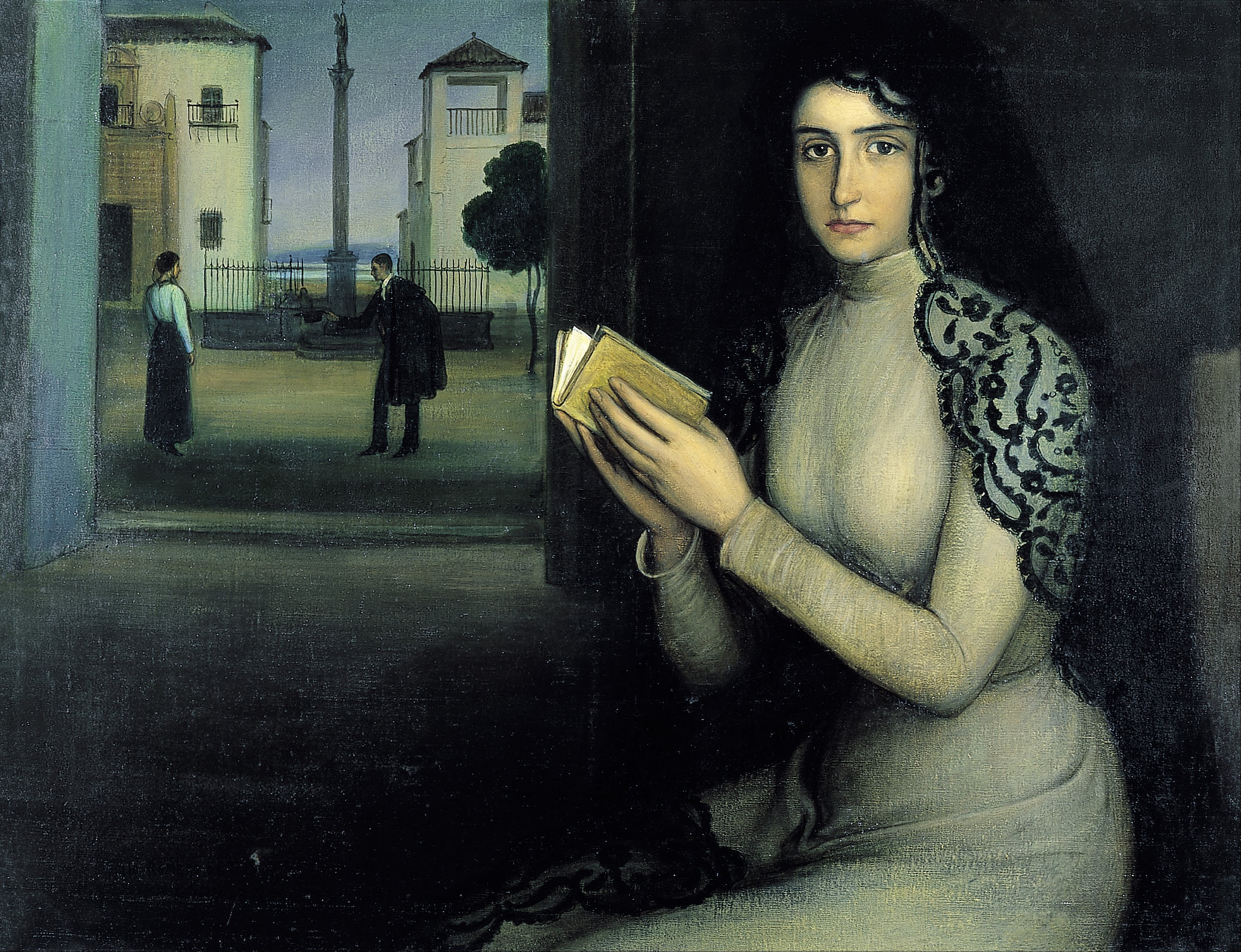
Nieves
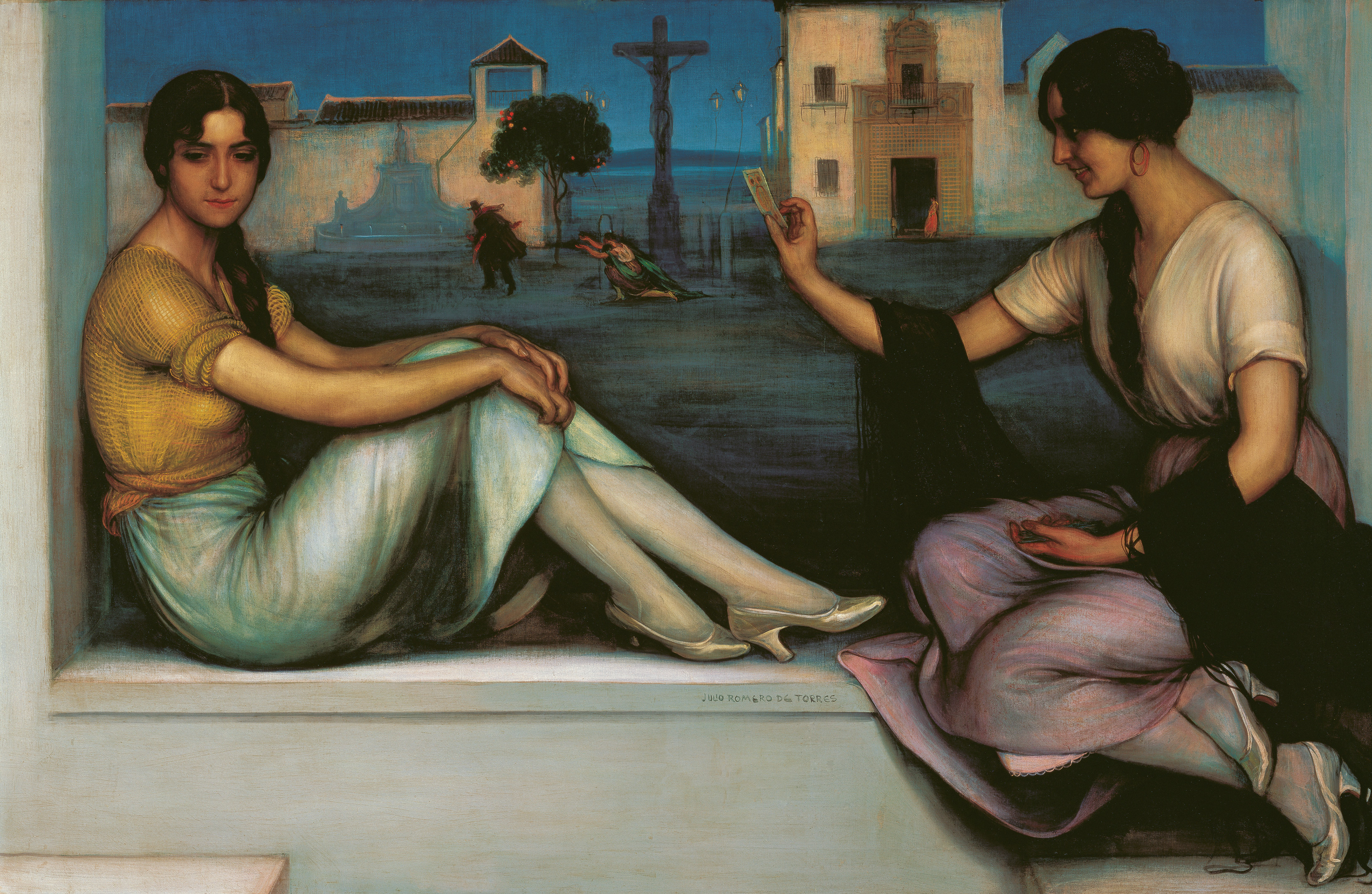
La Buenaventura
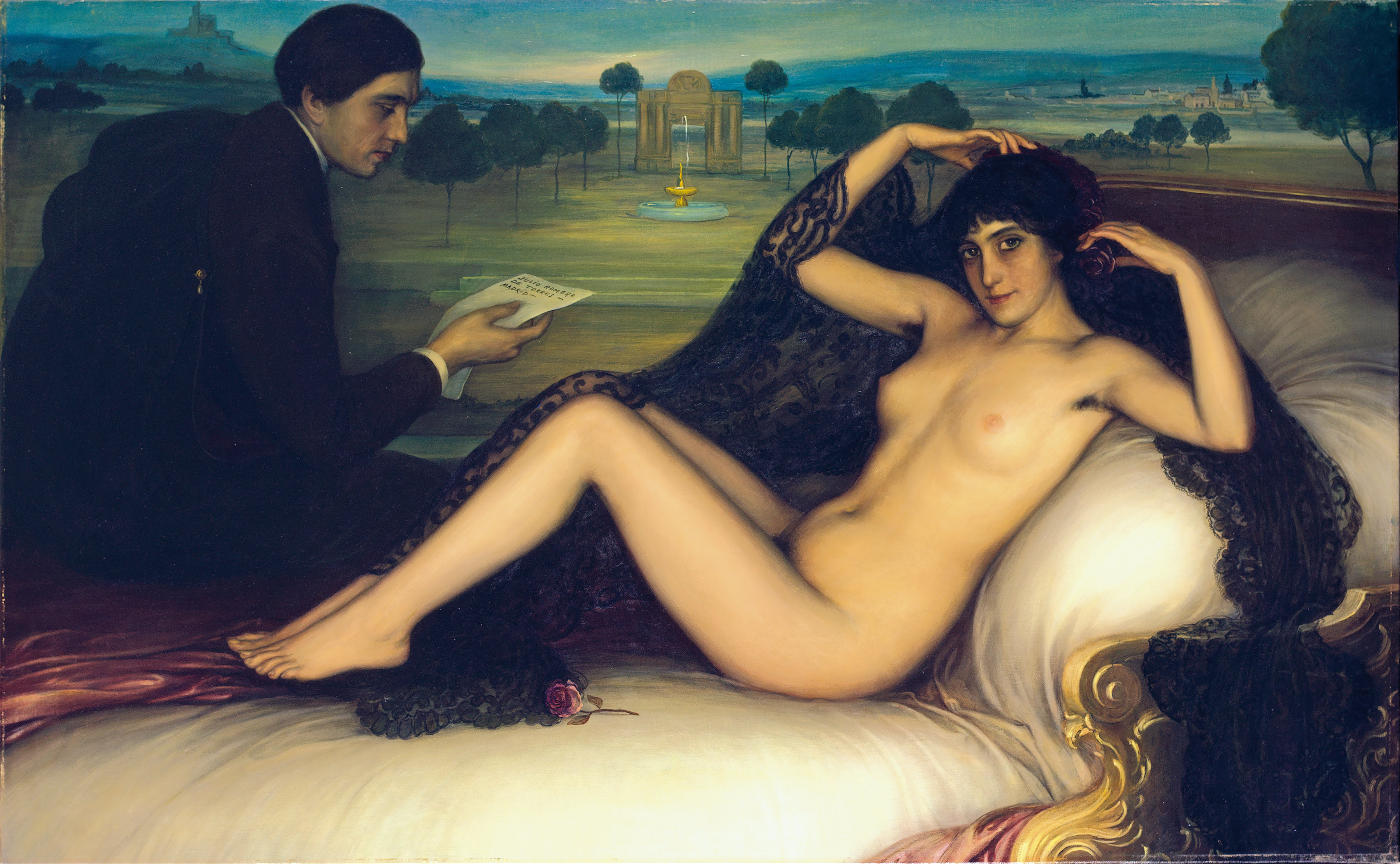
Venus van de poëzie